# زاوية سيدي الباهي
زاوية سيدي الباهي هي هي زاوية من زوايا مدينة تونس، تقع بباب سويقة وأصبحت الآن مركزا للنّشاط الثّقافي والتّربوي.

## الموقع

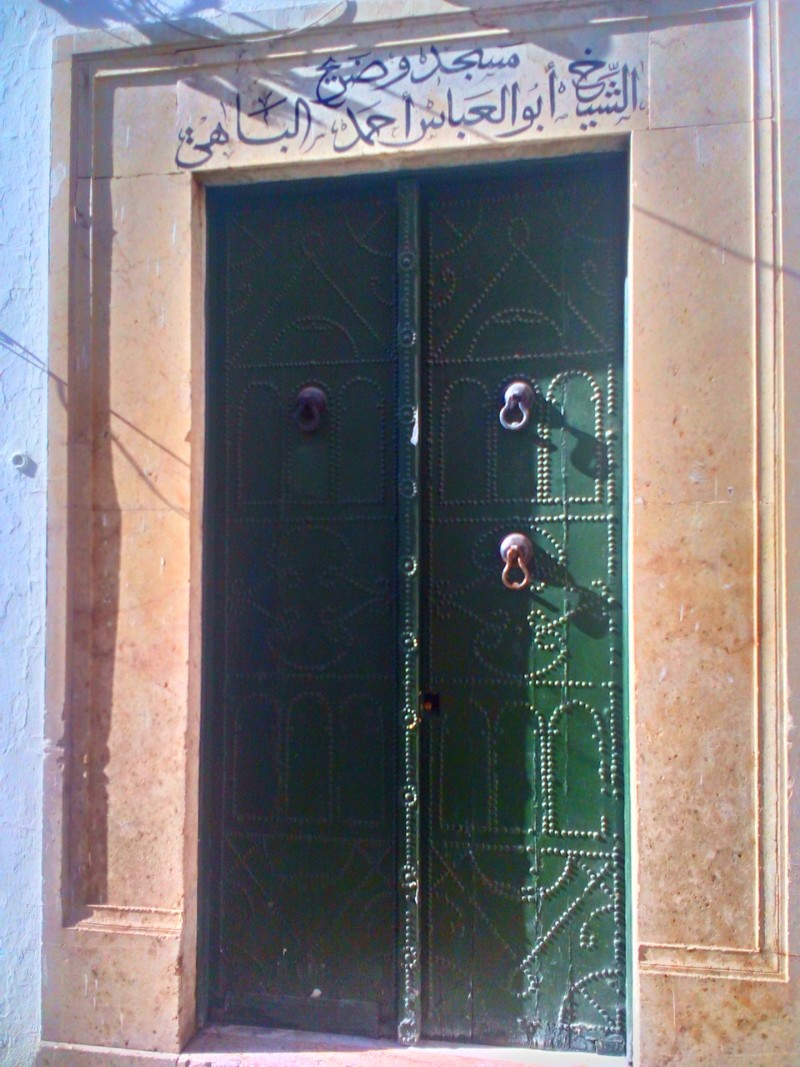
مسجد و ضريح الشيخ أبو العباس أحمد الباهي

تقع الزّاوية بنهج الشّبكة عدد 16.

## التّسمية
سُمّيت بذلك نسبة إلى  الولي الصّالح أبو عبّاس أحمد الباهي.

## التّاريخ
تمّ تأسيس هذه الزاوية سنة 1160 هجري الموافق لسنة 1747 ميلاديوقد شيّدها الشّيخ الباهي على نفقته الخاصّة ثمّ دُفن فيها.